# Luis Álvarez
Luis Walter Álvarez (San Francisco, 13 giugno 1911 – Berkeley, 1º settembre 1988) è stato un fisico statunitense di origine spagnola da parte del padre e di origine statunitense da parte della madre.

## Biografia
(Luis Álvarez, a seguito di un'intervista del 1979, pronunciò questa frase nei primi anni in cui nacque l'ipotesi di un meteorite responsabile della scomparsa dei dinosauri)
Conseguì il Bachelor of Science presso l'Università di Chicago nel 1932, il Master of Science nel 1934 e il dottorato di ricerca (Ph.D.) nel 1936. Nel corso di quello stesso anno divenne ricercatore del Lawrence Berkeley National Laboratory dell'Università della California. Negli anni quaranta lavorò anche per il Radiation Laboratory del Massachusetts Institute of Technology, per il Metallurgical Laboratory dell'Università di Chicago ed il Los Alamos Laboratory nell'ambito del progetto Manhattan.
Fu uno degli scopritori del cosiddetto "East-West effect", fenomeno causato dal campo magnetico terrestre che perturba le particelle che compongono i raggi cosmici, le quali vengono deviate in modo tale che una percentuale maggiore penetri l'atmosfera da ovest piuttosto che da est. Nel 1937 fornì la dimostrazione sperimentale della cattura elettronica K da parte dei nuclei. Successivamente ideò un metodo per ottenere fasci di neutroni molto lenti.
Poco prima che scoppiasse la seconda guerra mondiale, insieme al collega Robert Cornog scoprì la radioattività del trizio 3H, mostrando che era un costituente stabile dell'elio.
Durante il conflitto fu il principale responsabile di tre importanti sistemi radar e a Los Alamos contribuì alla realizzazione dei detonatori della bomba al plutonio. Il 6 agosto 1945, giorno del bombardamento atomico di Hiroshima, Álvarez si trovava a bordo del bombardiere The Great Artiste come osservatore. Negli ultimi giorni di guerra scrisse una lettera assieme a Philip Morrison e Robert Serber per lo scienziato giapponese Ryōkichi Sagane, con il quale aveva lavorato al Radiation Laboratory. La lettera fu appesa ai contenitori degli strumenti di registrazione che furono paracadutati a Nagasaki il 9 agosto 1945 dall'aereo The Great Artiste, subito dopo che BOCKSCAR ebbe sganciato la seconda bomba atomica della storia. La lettera di Álvarez, Morrison e Serber invitava Sagane a convincere i leader giapponesi ad arrendersi e porre così termine alla guerra.
All'inizio degli anni cinquanta Álvarez perfezionò l'uso di enormi camere a bolle contenenti idrogeno allo stato liquido e, osservando numerose foto ottenute grazie a quel dispositivo, il suo gruppo di studio rilevò l'esistenza di nuove particelle, sconosciute all'epoca: le più note presero il nome di "risonanze".
Nel 1968 vinse il Premio Nobel per aver approfondito la conoscenza della fisica delle particelle.
Il suo nome divenne piuttosto popolare nel mondo non accademico per aver proposto una plausibile soluzione al problema dell'estinzione dei dinosauri: nel 1979 suo figlio Walter Álvarez, studiando un sottile strato d'argilla nella Gola del Bottaccione nei pressi di Gubbio, aveva riscontrato un'anomala presenza d'iridio, metallo assai raro nella crosta terrestre. Álvarez padre suggerì che questo elemento avesse un'origine extraterrestre e che dovesse essere diffuso in gran parte del pianeta. In effetti, un'identica concentrazione di iridio fu rinvenuta in molti altri paesi e, poiché lo strato d'argilla segnava il limite tra il Cretacico ed il Terziario, gli Álvarez conclusero che circa 65 milioni di anni fa un grande asteroide aveva colpito la Terra, depositando detriti ricchi di iridio.
Qualche anno dopo nella penisola dello Yucatán in Messico fu identificato un enorme cratere da impatto, il Cratere di Chicxulub, risalente alla fine del Cretaceo. Si ipotizza che l'immane impatto, con tutte le tragiche conseguenze dell'esplosione, possa essere stata la causa della scomparsa della maggior parte dei dinosauri. In onore di Luis e Walter Alvarez è stata data denominazione ad un asteroide 3581 Alvarez.
Alvarez morì il 1º settembre 1988, per complicazioni dovute ad una serie di operazioni per cancro esofageo. I suoi resti furono cremati e le sue ceneri furono sparse nella Baia di Monterey.

## Sull'omicidio di John Kennedy
Luis Álvarez, dopo aver analizzato il famoso filmato di Abraham Zapruder relativo all'assassinio del presidente John Kennedy a Dallas, si disse certo che i colpi furono esplosi da una postazione posta alle spalle dello statista. Ciò, a suo avviso, escludeva qualsiasi ipotesi di complotto e rendeva Lee Harvey Oswald l'assassino più probabile.

## Riconoscimenti
- 1968: Premio Nobel per la Fisica
- 1987: Enrico Fermi Award[2]